# 莱斯科韦斯德温罗马
莱斯科韦斯德温罗马，是西班牙瓦伦西亚自治区卡斯特利翁省的一个市镇。总面积136平方公里，总人口1818人（2001年），人口密度13人/平方公里。